# Bunaka gyrinoides
Bunaka gyrinoides är en fiskart som först beskrevs av Bleeker, 1853.  Bunaka gyrinoides ingår i släktet Bunaka och familjen Eleotridae. IUCN kategoriserar arten globalt som livskraftig. Inga underarter finns listade.